# 360 Condominiums
Le 360 Condominiums est un gratte-ciel résidentiel (condominium) de 172 mètres de hauteur construit à Austin au Texas de 2006 à 2008. Il abrite 433 logements. La hauteur au toit est de 144 m.
Le nom de l'immeuble a été en partie choisi car il offre une vue de 360° sur le centre-ville d'Austin.
À son achèvement en 2008 c'était le plus haut immeuble d'Austin jusqu'à d'être dépassé par The Austonian en 2010. C'est l'un des plus hauts immeubles résidentiels du Texas.
L'architecte est l'agence Preston Phillips Partnership Inc, les promoteurs sont les entreprises Novare Group et Andrews Urban LLC.